# Base navale Argentia
La base navale Argentia (IATA : NWP) est une ancienne base de la marine des États-Unis qui a fonctionné de 1941 à 1994. Elle a été établie dans la communauté d'Argentia dans ce qui était alors le Dominion de Terre-Neuve et depuis 1949 la dixième province canadienne de Terre-Neuve-et-Labrador.

## Construction
Établie en vertu de l'accord britannique-américain sur les destroyers pour bases militaires de 1940, la base a été occupée pour la première fois le 25 janvier 1941 à la suite de l'expropriation du promontoire plat formé par une petite baie naturelle appelée Little Placentia Sound et l'extrémité ouest faisant face à la baie de Plaisance par le gouvernement de Terre-Neuve. Plus de 400 familles ont été déplacées pour sa construction.
Des équipes de construction civiles de George A. Fuller Company, Merritt-Chapman and Scott Corporation se sont précipitées pour construire la base ainsi qu'un aérodrome adjacent. Le 15 juillet 1941, la base d'opérations navales est mise en service. Le 12 octobre 1942, le 17e bataillon de construction navale a commencé à arriver à la base et a travaillé conjointement avec les civils jusqu'au 5 mai 1943. À ce moment-là, l'opération est devenue entièrement militaire. Le 64e bataillon a commencé à arriver en mars suivi du 69e en juin. Le 17 novembre 1943, les unités de maintenance du bataillon de construction (CBMU) 525 et 526 sont arrivées pour prendre en charge la maintenance de la station, les bataillons de construction ayant terminé la base

## Description
Une base aérienne navale a été construit sur le plateau au sommet de la péninsule triangulaire adjacente au mouillage et aux installations à terre de la base navale. Elle a été utilisée pour la protection des convois, la patrouille côtière et les avions anti-sous-marins, à la fois des avions terrestres et des hydravions. Une boucle de détection de sous-marins a été installée au large pour repérer les U-Boot dans le golfe du Saint-Laurent. Au printemps 1943, une cale sèche flottante de 7 000 tonnes a été installée à Argentia, ainsi qu'une installation de réparation de navires. La base a servi comme l'une des deux bases d'escale pour le ravitaillement, la maintenance et les changements d'équipage des six dirigeables de classe K de l'US Navy durant la Seconde Guerre mondiale.

## Armes nucléaires
Les États-Unis avaient un contrôle quasi souverain sur la base, même après 1949 et le Canada n'étaient qu'un intermédiaire même si Terre-Neuve était devenu une province canadienne. En 1956, l'U.S. navy a investi 10 millions de dollars pour agrandir la base navale afin d'entreposer des armes anti-sous-marines. 35 bunkers furent construits pour remiser des armes nucléaires. John Diefenbaker était initialement favorable à la proposition de John Fitzgerald Kennedy de déployer des armes nucléaires au Canada dans le cadre du NORAD mais fut ulcéré lorsqu'une lettre de Kennedy le pressant d'accepter fut publiée dans la presse le 3 août 1961 et il retira son soutien. Le premier ministre fut également influencé par une large manifestation antinucléaire organisée sur la colline du Parlement et il reçut une pétition signée par 142 000 personnes. En 1962, le gouvernement américain devint de plus en plus inquiet du manque d'engagement canadien au sein du NORAD. Les intercepteurs et les missiles Bomarcs que recevaient le Canada en tant que membre du NORAD étaient peu ou pas utiles sans armes nucléaires. À Argentia furent transportées et remisées des grenades nucléaires anti-sous-marine. Ces armes pouvaient être déployées par les navires, par les sous-marins et par les avions. Pendant la guerre froide, la base navale d'Argentia est devenue un « nœud » clé du réseau SOSUS de l'Atlantique Nord-Ouest, aidant à détecter les sous-marins nucléaires soviétiques. En conséquence, la base a été la cible de plusieurs tentatives d'espionnage entre les années 1940 et 1990.

## Conférence atlantique
Le 7 août 1941, le croiseur lourd USS Augusta, transportant le président américain Franklin D. Roosevelt, est arrivé au mouillage de la baie de Little Placentia au large de la base. Roosevelt a inspecté les progrès de la construction de la base et a pêché à partir du navire au cours des deux jours suivants. Le croiseur a été rejoint par le navire de guerre britannique HMS Prince of Wales transportant le Premier ministre britannique Winston Churchill le 9 août 1941. Alors qu'ils étaient au mouillage d'Argentia, du 9 au 12 août, les chefs d'état-major britannique et américain se sont rencontrés pour discuter des stratégies de guerre et de la logistique en cas que les États-Unis ait rejoint la guerre.
Les deux dirigeants et leurs collaborateurs ont également négocié la rédaction d'un communiqué de presse qu'ils ont qualifié de « déclaration commune ». Ce communiqué de presse a été publié le 14 août 1941 à Washington, DC, et simultanément à Londres, après le retour du Prince de Galles dans les eaux britanniques. Plusieurs jours plus tard, le Daily Herald caractériserait la déclaration publique comme étant la Charte de l'Atlantique bien qu'il n'y a jamais eu de document juridique signé par Roosevelt et Churchill de ce nom. La conférence s'est terminée le soir du 12 août 1941 avec les navires de guerre britanniques et américains, ainsi que leurs escortes, passant en revue avant de quitter la région pour leurs ports d'attache.